# María Núñez Nistal
María Núñez Nistal (geboren am 27. November 1988 in Mogán) ist eine spanische Handballspielerin, die auf der Position am Kreis eingesetzt wird.

## Vereinskarriere
Núñez spielte in Spanien bei BM Remudas (bis 2006), CB Mar Alicante (2006 bis 2012) und Balonmano Bera Bera (2012 bis 2015). Anschließend wechselte sie nach Frankreich, wo sie seit 2015 im Aufgebot von ESBF Besançon steht.
Sie spielte mit den Teams CB Mar Alicante, BM Bera Bera und ESBF Besançon auch in europäischen Vereinswettbewerben.

## Auswahlmannschaften
María Núñez bestritt am 1. August 2014 erstmals ein Spiel für eine spanische Auswahlmannschaft, mit der universitaria selección gewann sie gegen die Auswahl Portugals. Sechs Spiele, in denen sie fünf Tore erzielte, absolvierte sie mit dieser Auswahl.
Am 13. Mai 2005 stand sie in Żory im Aufgebot der spanischen Jugend-Nationalmannschaft, mit der sie auch an der U-17-Europameisterschaft 2005 teilnahm. Bis 27. August 2005 wurde sie für dieses Team in 13 Spielen aufgeboten und warf darin 16 Tore.
Mit den spanischen Juniorinnen spielte sie ab dem 7. April 2006 in insgesamt 51 Partien, dabei erzielte sie 64 Tore für Spanien. Sie stand im Aufgebot bei der U-19-Europameisterschaft 2007 (2. Platz) und der U-20-Weltmeisterschaft 2008 (4. Platz).
Núñez debütierte am 16. Oktober 2008 in der spanischen Nationalmannschaft. Mit dieser Auswahl nahm sie an der Europameisterschaft 2014 teil, bei der Spanien die Silbermedaille gewann. Im Aufgebot stand sie zudem bei der Weltmeisterschaft 2015 (12. Platz), der Weltmeisterschaft 2017 (11. Platz) und der Weltmeisterschaft 2019, bei der erneut eine Silbermedaille gewonnen wurde. Bis zum 15. Dezember 2019 war sie in 74 Länderspielen eingesetzt und warf 37 Tore für Spaniens A-Auswahl.

## Erfolge
- spanische Meisterschaft 2013, 2014 und 2015
- spanischer Pokal 2013 und 2014
- spanischer Supercup 2012, 2013 und 2014
- 2. Platz bei der Europameisterschaft 2014
- 2. Platz bei der Weltmeisterschaft 2019